# Steven Awuku
Pour les articles homonymes, voir Steven.
Ne doit pas être confondu avec Steven Af.
Steven Awuku de son vrai nom Awuku Elom Joël est un réalisateur ivoirien, de clip vidéos d'origine togolaise et ghanéenne nommé dans la catégorie Best Video Director en 2019 et à la première édition des Abidjan Hip Hop Awards en 2020,.

## Carrière professionnelle
Il se forme en télécommunication, mais débute en tant que beatmaker et rappeur avant de se lancer dans la réalisation de clip vidéo par son studio Smart Motion et au label discographique Treize Pharaon,. 
Il est le fondateur de Awuku Studios Production, une structure spécialisée dans les spots publicitaires ainsi que des films. il se fait avec la réalisation de nombreux clips vidéos pour des artistes africains tels que Kiff No Beat,, Dobet Gnahoré, Sidiki Diabaté, Soul Bang's, Serge Beynaud, Ténor, Didi B et réalise l'introduction de l’album de Vegedream.

## Vidéographie
- 2019 : Ok et Yahh de Kiff No Beat[11],[10]
- 2019 : C'est bon de Ténor[19],[20]
- 2020 : Gnougnou d'Azaya[21]
- 2021 : Dans ma Maison de Dobet Gnahoré[22],[23]
- 2021 : Maladie d'amour de Santrinos Raphaël[6]
- 2021 : En haut et Lifuende de Serge Beynaud[24],[25]
- 2021 : Dadado de Bébé Baya (featuring Fish Killa)[26]
- 2022 : Fou de toi et Oga de Romeomania[27]
- 2022 : Diarabi Nene Bena de Sidiki Diabaté[28]
- 2022 : On a pris balle de Didi B[29],[30]
- 2022 : Je suis revenue de Josey[31]

## Distinctions

### Récompenses
- 2019 : Meilleur réalisateur vidéo par Afrima[32],[33]
- 2019 : Meilleur réalisateur vidéo par Africa Talent Award[34],[7]
- 2020 : Meilleur réalisateur des Abidjan Hip Hop Awards[4],[5]
- 2021 : Meilleure vidéo africaine  par  Afrima[35].
- 2021 : Nommé meilleur réalisateur vidéo par Primud[36],[37]